# Tom Stenvoll
Tom Stenvoll (Andenes, 27 marzo 1978) è un allenatore di calcio ed ex calciatore norvegese, di ruolo difensore.

## Carriera

### Giocatore

#### Club
Stenvoll giocò per l'intera carriera con la maglia dello Stabæk. Esordì nella Tippeligaen l'8 agosto 1998, subentrando a Thomas Finstad nella sconfitta casalinga per quattro a uno contro il Molde. Il 14 ottobre 2000 segnò la prima rete della sua carriera nella massima divisione, ancora contro il Molde: contribuì infatti al successo in trasferta dello Stabæk per quattro a due.
Nella Tippeligaen 2008 giocò 18 partite, mettendo a segno una rete: questa stagione si concluse con la vittoria del primo titolo nazionale della storia dello Stabæk. Non fu però impiegato nella Superfinalen dell'anno seguente.
Al termine del campionato 2010, annunciò il ritiro dall'attività agonistica.

### Allenatore
In seguito al suo ritiro, Stenvoll diventò assistente dell'allenatore allo Stabæk.

## Palmarès

### Giocatore

#### Club

##### Competizioni nazionali
- Tippeligaen: 1

Stabæk: 2008